# Zadní Groń
Zadní Groń (728 m n. m.) je zalesněná vyvýšenina ve Slezských Beskydech, rameno hory Kozińce na území města Visla. Vyvýšenina se nachází severovýchodně od vrcholu Kubalonka a svažuje se k přehradě Czarnianské jezero. Jižní a východní svahy Zadního Groně traverzuje úzká silnice z údolí Czarnej Wisełky do průsmyku Kubalonka. Na severovýchodním svahu Zadního Groně poblíž prudkého ohybu této silnice se nachází komplex budov takzvaného Zámečku.